# 2019 en Suède
Chronologie de la Suède
- 2015
- 2016
- 2017
- 2018
- 2019
- 2020
- 2021
- 2022
- 2023

Cet article présente les faits marquants de l'année 2019 en Suède ou relatifs à la Suède.

## Gouvernement
- Monarque : Charles XVI Gustave.
- Premier ministre : Stefan Löfven .

## Événements
- Les élections européennes de 2019 en Suède sont les élections des députés de la neuvième législature du Parlement européen, qui se déroulent du 23 mai au 26 mai 2019 dans tous les États membres de l'Union européenne, dont la Suède où elles auront lieu le 26 mai 2019.

### Prix Nobel
Les lauréats du Prix Nobel en 2019 sont :
- Prix Nobel de chimie : John B. Goodenough, Stanley Whittingham et Akira Yoshino.
- Prix Nobel de littérature : Peter Handke.
- Prix Nobel de la paix : Abiy Ahmed (Éthiopie).
- Prix Nobel de physiologie ou médecine : William Kaelin Jr., Peter J. Ratcliffe et Gregg L. Semenza.
- Prix Nobel de physique : James Peebles, Michel Mayor et Didier Queloz.
- « Prix Nobel » d'économie : Abhijit Banerjee, Esther Duflo et Michael Kremer.

## Art et culture

### Chanson
- Le Melodifestivalen 2019 est le concours de chansons permettant de sélectionner le représentant de la Suède au Concours Eurovision de la chanson 2019. Il consiste en quatre demi-finales (Deltävling), rassemblant sept artistes chacune, une deuxième chance (Andra Chansen) et une finale[1]. Les participants ont été annoncés le 27 novembre 2018[2].

### Cinéma
- Le festival international du film de Stockholm 2019, 30e édition du festival (suédois : Stockholms 30:e internationella filmfestivals), se déroule du 6 novembre au 17 novembre 2019.
- À se brûler les ailes (titre original : Scheme Birds[3]) est un documentaire réalisé par Ellen Fiske et Ellinor Hallin, sorti en 2019.
- Cold case à l'ONU (Cold case Hammarskjöld) est un film documentaire réalisé par Mads Brügger, sorti en 2019. Il émet la théorie d'une responsabilité d'un service paramilitaire, le SAIMR, dans la mort en 1961 du Secrétaire général de l'ONU Dag Hammarskjöld et dans la propagation du Sida en Afrique. Les théories développées sont jugées peu vraisemblables.
- Le Coupable idéal (Quick) est un thriller et un film de procès belgo-suédois réalisé par Mikael Håfström et sorti en 2019.
- Des vies en suspens (en suédois, De apatiska barnen) est un court métrage documentaire suédois-américain réalisé en 2019 par Kristine Samuelson (de) et John Haptas (de).
- Divino Amor est un film brésilien (Brésil, Uruguay, Danemark, Norvège, Chili, Suède) réalisé par Gabriel Mascaro, sorti en 2019.
- Et puis nous danserons (And Then We Danced) est un film dramatique franco-géorgeo-suédois écrit, réalisé et monté par Levan Akin, sorti en 2019. Il s’agit du premier long métrage LGBT en Géorgie.
- Intrigo: Samaria est un thriller germano-suédo-britannique coécrit et réalisé par Daniel Alfredson, sorti en 2019. Il s'agit d'une adaptation cinématographique d'une série de nouvelles de l'auteur suédois Håkan Nesser.
- Koko-di Koko-da est un film dano-suédois réalisé par Johannes Nyholm, sorti en 2019.
- Midsommar (littéralement, « Solstice d'été » en suédois) ou Midsommar : Solstice d’été au Québec est un film d'horreur psychologique suédo-américain écrit et réalisé par Ari Aster, sorti en 2019.
- Monos est un film dramatique psychologique colombien coécrit, coproduit et réalisé par Alejandro Landes, sorti en 2019.
- Pour l'éternité (Om det oändliga) est un film suédois réalisé par Roy Andersson, sorti en 2019[4].
- Sea Fever est un film de science-fiction horrifique belgo-britannico-suédo-irlandais[5] écrit et réalisé par Neasa Hardiman, sorti en 2019.
- Un hiver à New York (The Kindness of Strangers) est un drame multinational réalisé par Lone Scherfig, sorti en 2019.

### Littérature
- La Cage dorée (titre original : En bur av guld) est un roman policier de Camilla Läckberg, publié en Suède en 2019. La version française est paru le 11 avril 2019 aux éditions Actes Sud dans la collection Actes noirs. Il forme la première partie d'un diptyque intitulé Faye.
- La Fille qui devait mourir (titre original : Hon som måste dö) est un roman policier suédois de David Lagercrantz paru en 2019.

## Sport

### Athlétisme
- Le Bauhaus-Galan 2019 est la 52e édition du Bauhaus-Galan qui a lieu le 30 mai 2019 au Stade olympique de Stockholm, en Suède. Il constitue la troisième étape de la Ligue de diamant 2019.
- La 12e édition des Championnats d'Europe espoirs d'athlétisme se déroule du 11 au 14 juillet 2019 à Gävle en Suède[6].
- La 25e édition des Championnats d'Europe juniors d'athlétisme se déroule du 18 au 21 juillet 2019 à Borås en Suède.

### Cyclisme
- La 12e édition du contre-la-montre par équipes de l'Open de Suède Vårgårda a eu lieu le 17 août 2019. Elle fait partie de l'UCI World Tour. Elle est remportée par l'équipe Trek-Segafredo.
- La 14e édition de la course en ligne de l'Open de Suède Vårgårda a eu lieu le 18 août 2019. Il s'agit de la dix-huitième manche de l' UCI World Tour féminin. Elle est remportée par l'Italienne Marta Bastianelli.

### Football
- La saison 2019 d'Allsvenskan est la quatre-vingt-quinzième édition du championnat de Suède de football de première division. Les seize clubs de l'élite s'affrontent à deux reprises, une fois à domicile et une fois à l'extérieur. À l'issue de la compétition, les deux derniers du classement sont relégués en Superettan, tandis que le club classé 14e doit disputer un barrage de promotion-relégation face au 3e de deuxième division. Le champion sortant, AIK Solna, remet son titre en jeu.
- Le championnat de Suède féminin de football 2019 est la 47e édition du championnat de Suède féminin, la 32e dans son organisation actuelle. Les douze meilleurs clubs féminins de football de Suède sont regroupés au sein d'une poule unique, la Damallsvenskan, où ils s'affrontent deux fois au cours de la saison, à domicile et à l'extérieur.
- La coupe de Suède de football 2018-2019 est la 63e édition de la coupe de Suède de football, organisée par la Fédération suédoise de football. Elle prend place du 15 mai 2018 au 30 mai 2019. Elle voit BK Häcken remporter la compétition pour la deuxième fois de son histoire.

### Hockey sur glace
- La saison 2018-2019 est la 44e saison de la SHL pour Svenska hockeyligan ou Swedish Hockey League, le championnat élite de hockey sur glace en Suède. La saison régulière débute le 15 septembre 2018 et se termine le 14 mars 2019.

### Rugby à XV
- Le Championnat de Suède de rugby à XV 2019 également appelé Allsvenskan 2019, oppose les six meilleures équipes suédoises de rugby à XV. Il débute le 4 mai 2019 pour s'achever le 28 septembre 2018.

### Sport automobile
- Le Rallye de Suède 2019 est la 2e manche du championnat du monde des rallyes 2019. Il se déroule du 14 au 17 février 2019 sur 19 épreuves spéciales. Il est remporté par le duo estonien Ott Tänak et Martin Järveoja, qui a mené l'épreuve les deux derniers jours.

### Sports d'hiver
- Les championnats du monde de ski alpin 2019, quarante-cinquième édition des championnats du monde de ski alpin, ont lieu du 5 février au 17 février 2019 à Åre, en Suède. C'est la troisième fois qu'ils s'y déroulent, après 1954 et 2007[7].
- Les Championnats du monde de biathlon 2019, 55e édition des Championnats du monde de biathlon, ont lieu du 6 au 17 mars 2019 à Östersund, en Suède. Ils voient l'apparition d'une épreuve supplémentaire au programme : le relais mixte simple.

### Tennis
- L'édition féminine 2019 du tournoi de tennis de Suède à Båstad se déroule du 8 au 13 juillet sur terre battue en extérieur. Elle appartient à la catégorie WTA 125.
- L'édition masculine 2019 du tournoi de tennis de Suède à Båstad se déroule du 15 au 21 juillet sur terre battue en extérieur. Elle appartient à la catégorie ATP 250. Nicolás Jarry remporte l'épreuve en simple, Sander Gillé et Joran Vliegen celle en double.
- L'édition 2019 du tournoi de tennis de Stockholm se déroule du 14 au 20 octobre, sur dur en intérieur. Elle appartient à la catégorie ATP 250. Denis Shapovalov remporte l'épreuve en simple, Henri Kontinen et Édouard Roger-Vasselin celle en double.

## Naissances
- Naissances en Norvège en 2019

## Décès
- Décès en Norvège en 2019